# Komae, Tokyo
Komae (狛江市 Komae-shi) là một thành phố thuộc Tokyo, Nhật Bản.